# Cobitis squataeniatus
Cobitis squataeniatus es una especie de peces de la familia Cobitidae en el orden de los Cypriniformes.